# Piaggio FW P 149 D
De Piaggio P 149 D is een eenmotorig vliegtuig dat in 1953 ontworpen en later gefabriceerd is door Piaggio & Co., Genua, Italië. Het toestel werd later, genaamd Piaggio FW P 149 D onder licentie gefabriceerd door Focke-Wulf GmbH (later VFW, Vereinigte Flugtechnische Werke) te Bremen, Duitsland.
Het toestel werd voornamelijk door de Duitse luchtmacht als verbindings- en lestoestel gebruikt tussen 1957 en 1989. Door de Duitse luchtmacht werden 75 toestellen bij Piaggio besteld en ca. 190 stuks werden in licentie gebouwd door Focke-Wulf.

## Ontwikkeling
In augustus 1950 begon Giovanni P. Casiraghi met het ontwerpen van de P-148.
De P-148, een klein trainingsvliegtuig, geheel uit aluminium geconstrueerd, was zeer solide te noemen. Dit toestel was uitgevoerd als tweezitter in een staartwielconfiguratie met als krachtbron een Lycoming O-435 A van 190 pk. De AMI (Aeronautica Militare Italiana, de Italiaanse luchtmacht) bestelde in totaal 100 van deze trainers.
Op basis van deze P-148 werd de P-149 ontwikkeld. Door gebruik te maken van onderdelen uit de P-148 kon de P-149 razendsnel worden ontwikkeld. Reeds op 19 juni 1953 vond de eerste testvlucht plaats.
Het was een elegant toestel geworden, voorzien van 4 tot 5 zitplaatsen, intrekbaar landingsgestel, constant speed propeller en een zwaardere motor dan de P-148. Aanvankelijk werd de 260-pk GO-435-C2 Lycoming gebruikt.
De opzet was een concurrent te zijn van andere (militaire) trainers, zoals de Saab Safir en de Beech T-34 Mentor. Mede door de hoge productiekosten, als gevolg van de kleine productieaantallen, was de aanschafprijs niet echt concurrerend. Wel wat betreft kwaliteit, afwerking en prestaties, waarin de P-149 ver boven zijn tijdgenoten uitstak.
Slechts drie prototypes werden gemaakt. In 1954 won een P-149 de Airtour of Italy, bestuurd door de roemruchte Duitse vliegeraas Adolf Galland.
Aanvankelijk had de Duitse Luftwaffe niet echt belangstelling voor deze trainer. In 1955 echter werd er een competitie gehouden tussen de Beech Mentor, de Saab Safir en de P-149. Een prototype gaf een briljante vliegdemonstratie, en liet zijn concurrentie ver achter zich. De gewekte belangstelling werd bijna tenietgedaan door een buiklanding; de piloot had in zijn enthousiasme vergeten het landingsgestel neer te laten. Slechts de propeller werd hierbij beschadigd en onmiddellijk vervangen. De volgende dag vloog hij reeds weer, hetgeen een bewijs was voor zijn solide constructie. Door de ruime zit en de wens, om het naast trainingsvliegtuig, eveneens te gebruiken als verbindingsvliegtuig werd de P149 uiteindelijk de eerste keuze.

## Gebruikers
De Duitse Luftwaffe werd afnemer van dit toestel. De nieuwe versie, door de Luftwaffe besteld, kreeg als type aanduiding P 149 D. De Duitse specificaties, zoals o.a. een zwaardere motor, waren hierin doorgevoerd. 75 toestellen werden bij Piaggio besteld en gebouwd, naderhand werden nog ca. 190 stuks in licentie gebouwd door Focke-Wulf in Bremen. De motoren werden aanvankelijk geleverd door Piaggio, naderhand verkreeg BMW de licentie om ze in München te maken.
Verder werden vijf toestellen van een andere versie (P 149 E) als civiele trainer aan Zwitserland verkocht. Enkele van het type P 149 U (deze toestellen waren uitgerust met airconditioning) werden aan de luchtmacht van Oeganda verkocht.
Andere gebruikers waren Tanzania, Nigeria en een enkel vliegtuig in Israël.

## Technische gegevens
- Bemanning: 1
- Capaciteit: 3 of 4 passagiers of 1 leerling.
- Lengte: 8,78 m
- Spanwijdte: 11,12 m
- Hoogte: 3,00 m
- Motortype: Avco Lycoming GO-480-B1 A6, 6 cilinder boxermotor.
- Vermogen: 274 pk bij 3400 toeren per minuut
- Gewicht: Max. 1820 kg
- Gewicht voor aerobatics: Max. 1470 kg
- Leeggewicht: ±1165 kg
- Max. snelheid: 380 km/h - 205 kts
- Kruissnelheid: 233 km/h - 125 kts
- Klimsnelheid: 4,9 m/s - 900 ft/min
- Plafond: 5000 m - 15000 ft